# Henry Bromell
Henry Bromell, właśc. Alfred Henry Bromell (ur. 19 września 1947 w Nowym Jorku, zm. 18 marca 2013 w Los Angeles) – amerykański scenarzysta, reżyser i producent filmowy.

## Scenariusze
seriale
- 1990: Przystanek Alaska
- 1994: Szpital dobrej nadziei
- 2009: Empire State
- 2011: Homeland

film
- 2000: Przerażenie
- 2013: Fellini Black and White

## Nagrody
Za serial Homeland został uhonorowany nagrodą WGA (TV).